# Grüner Speise-Täubling
Der Grüne oder Grünliche Speise-Täubling (Russula heterophylla) ist eine Pilzart aus der Familie der Täublingsverwandten (Russulaceae). Er wird auch Violettgrauer Täubling genannt.

## Merkmale

### Makroskopische Merkmale
Der Hut ist 8–15 cm breit. Jung ist der Hut fast kugelig, später ausgebreitet und zuletzt niedergedrückt. Seine Farbe variiert sehr stark und kann verschiedene Tönungen von Grün, Braun oder Ocker annehmen. Die Huthaut ist glänzend und glatt.
Der weiße Stiel ist 3–6 cm lang und 1–3 cm breit. Er ist fest und wird besonders an der Basis im Alter braunfleckig.
Die weißen, im Alter auch rostfleckigen Lamellen sind am Stiel angewachsen und stehen meist ziemlich dicht. Im Alter können sie auch leicht am Stiel herablaufen. Am Stielansatz sind sie auffallend gegabelt. Auch das Sporenpulver ist weiß.
Das Fleisch ist weißlich und färbt sich mit FeSO4 lebhaft rosa. Der Geruch ist unauffällig und der Geschmack mild, nach längerem Kauen mitunter auch ein wenig bitterlich.
Das Fleisch färbt sich mit FeSO4 intensiv rosa oder lachsfarben, während Guajak-Tinktur das Fleisch blau oder bläulich grün färbt. Mit Anilin erhält es eine Rotfärbung, tropft man es auf den Hut, so verfärbt er sich gelb.

### Mikroskopische Merkmale
Die Sporen sind die kleinsten in der Gattung, sie sind 5–7 µm lang und 4–6 µm breit, kugelig bis breit-elliptisch, oder fast birnenförmig; die Warzen sind 0,2–0,6 µm hoch, meistens isoliert, aber gelegentlich sind zwei oder drei miteinander verbunden.
Die Hyphen-Endzellen der Huthaut sind am Ende verjüngt oder manchmal zu einem schmalen, dickwandigen Haar ausgezogen. Die Stützzellen sind rechteckig oder aufgeblasen. Die Huthaut-Zystiden (Pileozystiden) sind keulenförmig, zylindrisch oder spindelförmig oder an den Enden verjüngt und färben sich mit Sulfovanillin nur schwach violett oder gar nicht an. Die Huthautpigmente kommen immer nur in Vakuolen vor und sind niemals membrangebunden.

## Artabgrenzung
Der Grüne Speise-Täubling kann den grünen Formen des Frauen-Täublings (Russula cyanoxantha f. peltereaui) sehr ähnlich sehen. Die beiden Arten lassen sich am leichtesten durch die FeSO4-Reaktion unterscheiden. Der Frauentäubling verfärbt sich mit Eisensulfat nicht oder nur schwach grau-grün, der Grüne Speise-Täubling dafür lebhaft rosa. Außerdem hat der Frauentäubling weichere biegsamere, sich fettig anfühlende Lamellen.
Auch der Hartfleischige Frauentäubling (Russula langei) kann ähnlich aussehen. Er hat cremefarbene Lamellen und meist einen violett überhauchten Stiel. Bei der FeSO4-Reaktion verfärbt sich das Fleisch deutlich graugrün.
Der Grünfeldrige Täubling (Russula virescens) hat einen hell- bis dunkelgrünen, feldrig aufreißenden Hut und ist dadurch leicht zu unterscheiden.
Der Grasgrüne Täubling (Russula aeruginea) hat cremefarbenes Sporenpulver und wächst unter Birken.
Am schwersten ist die Abgrenzung gegenüber dem Fleischroten Speisetäubling, von dem es mit (Russula vesca f. viridata) auch eine grünhütige Form gibt. Hier ist eine sichere Bestimmung nur mit dem Mikroskop möglich. Der Grüne Speise-Täubling hat deutlich kleinere Sporen, die kleinsten innerhalb der Gattung Täublinge überhaupt.
Besonders unerfahrene Pilzsammler müssen aufpassen, dass sie den Grünen Speise-Täubling nicht mit dem Grünen Knollenblätterpilz (Amanita phalloides) verwechseln. Dieser tödlich giftige Pilz hat oft einen ähnlich gefärbten Hut und kommt auch an den gleichen Standorten vor. Beim Grünen Speise-Täubling fehlen aber die Stielmanschette und die Knolle an der Stielbasis.

## Ökologie
Der Grüne Speise-Täubling ist ein Mykorrhizapilz, der mit verschiedenen Laubbäumen eine Symbiose eingehen kann. Sein bevorzugter Mykorrhizapartner ist die Rotbuche, gefolgt von Trauben- und Stieleiche. Er kann aber auch mit anderen Laubbäumen eine Partnerschaft eingehen. In Nachbarländern soll er auch mit Linden, Birken und sogar mit Kiefern vergesellschaftet sein.
Der Täubling kommt in Deutschland vorwiegend in mesophilen Rotbuchenwäldern, wie  Waldmeister- und Waldgersten-Buchenwäldern vor. In höheren Lagen findet man ihn auch in Tannen-Buchenwäldern. In saure Hainsimsen-Buchenwälder oder basische Seggen-Buchenwälder dringt er seltener vor. Dafür findet man ihn auch in entsprechenden Eichen- und Hainbuchenwäldern und Eichenmischwäldern, da er warme, lichte Standorte bevorzugt.
Der Täubling mag flach- bis mittelgründige und neutral bis schwach saure Böden. Sie sollten frisch und nährstoffarm sein, dürfen aber auch bei entsprechender Grundfeuchte oberflächlich sommertrocken sein. Der Täubling wächst auf sandig lehmigen, lockeren Braunerden, Parabraunerden und Terra fusca. Die Fruchtkörper erscheinen meist in kleinen Gruppen vom Juni bis in den frühen Oktober.

## Verbreitung

Europäische Länder mit Fundnachweisen des Grünen Speise-Täublings.
Legende:
Länder mit Fundmeldungen
Länder ohne Nachweise
keine Daten
außereuropäische Länder

Der Grüne Speise-Täubling ist eine holarktische Art, die beinah über die ganze nördliche Erdhalbkugel verbreitet ist. So kommt der Täubling in Nordasien (West- und Ostsibirien, Korea und Japan),  Nordamerika (USA),  Nordafrika (Marokko) und Europa vor. In Europa erstreckt sich sein Verbreitungsgebiet über drei Klimazonen, von der meridionalen bis in die boreale Zone Skandinaviens. Im Süden kommt der Täubling von Spanien bis Rumänien vor, im Westen von Frankreich über die Niederlande und Großbritannien bis hinauf zu den Hebriden. Im Osten reicht sein Verbreitungsgebiet bis nach Belarus.
Obwohl er in Deutschland von der Küste bis in die hochmontanen Lagen der Alpen zu finden ist und er in allen Bundesländern vorkommt, ist er vergleichsweise selten.

## Systematik

### Infragenerische Systematik
Der Grüne Speise-Täubling ist die Typart der Sektion Heterophyllae, einer Sektion von mittelgroßen bis großen, robusten Täublingen. Sie haben rein weißes Sporenpulver und einen milden Geschmack. Ihre Hüte können unterschiedlich gefärbt sein, sie sind aber niemals rein rot. Die nächsten Verwandten des Grünen Speisetäublings sind der Fleischrote Speisetäubling und der Wiesel-Täubling, mit denen er zusammen in eine eigene Untersektion Heterophyllinae gestellt wird. R-DNA Untersuchen zeigen, dass die Pilze auch phylogenetisch nahe verwandt sind.

## Bedeutung
Der Pilz ist essbar. Es besteht die Gefahr der Verwechslung mit dem Grünen Knollenblätterpilz, der ähnlich gefärbt sein kann und an ähnlichen Standorten vorkommt. Besonders junge Pilze sind leicht zu verwechseln. Bei Schnecken ist der Pilz auch sehr beliebt.